# Колалбо (Болцано)
Колалбо је насеље у Италији у округу Болцано, региону Трентино-Јужни Тирол.
Према процени из 2011. у насељу је живело 1733 становника. Насеље се налази на надморској висини од 1199 м.